# Gabriel Paulista
Gabriel Armando de Abreu (n. 26 noiembrie 1990) este un fotbalist brazilian care joacă ca fundaș central la Beșiktaș JK în Süper Lig din Turcia.